# بورخا سانشيز لابورد
بورخا سانشيز لابورد (بالإسبانية: Borja Sánchez Laborde) هو لاعب كرة قدم إسباني، ولد في 26 فبراير 1996 في أوفييدو في إسبانيا. لعب مع ريال مدريد كاستيا.

## وصلات خارجية
- بورخا سانشيز لابورد على موقع قاعدة بيانات كرة القدم.إي يو (الإنجليزية)
- بورخا سانشيز لابورد على موقع Soccerway.com (الإنجليزية)